# رود آبان
رود آبان (روسی: Абан) یک رودخانه در سرزمین کراسنویارسک کشور روسیه است.